# 占城镇 (辉县市)
占城镇，是中华人民共和国河南省新乡市辉县市下辖的一个乡镇级行政单位。

## 行政区划
占城镇下辖以下地区：
大占城村、何张莫村、宋张莫村、陈张莫村、马张莫村、张莫小营村、陶村、李连屯村、北靳村、王庄村、南靳村、南小营村、师庄村、小占城村、三位营村、沟西庄村、王官营村、和庄村、南樊村、东樊村、西樊村、蔡旗营村、周圪档村、大良冢村、小马庄村、北小营村、冯官营村和北马营村。